# Sulfinalol
Sulfinalol je antagonist beta adrenergičkog receptora.

## Sinteza
Metil grupa na sulfoksidu je dovoljno kisela da zameni fenolni hidroksil.
Priprema ovog kombinovanog α- i β-blokatora, sulfinalola počinje zaštitom fenolnog hidroksila kao njegovog benzoatnog estra. Bromiranje praćeno kondenzacijom sa 4-(4-metoksifenil)butan-2-aminom (ne PMA) daje aminoketon 3. Uzastopna katalitička redukcija i saponifikacija daje aminoalkohol 4. Oksidacija sulfida u sulfoksid sa reagensom kao što je metaperiodal daje sulfinalol (5).